# 5929 Manzano
Az 5929 Manzano (ideiglenes jelöléssel 1974 XT) egy marsközeli kisbolygó. Felix Aguilar Observatory fedezte fel 1974. december 14-én.